# Legends Volume Two
Albums de Slick Rick
The Rulers Returns 2.2
(2007) Best of Slick Rick
(2014)
Legends Volume Two est une compilation de Slick Rick, sortie le 21 janvier 2008.

## Liste des titres
| No  | Titre                              | Durée |
| --- | ---------------------------------- | ----- |
| 1.  | Intro                              | 0:22  |
| 2.  | Trouble                            | 2:29  |
| 3.  | Women Lose Weight                  | 4:10  |
| 4.  | Sittin' in My Car                  | 3:25  |
| 5.  | Sparkle                            | 3:05  |
| 6.  | The Show (featuring Doug E. Fresh) | 4:22  |
| 7.  | Mona Lisa                          | 3:19  |
| 8.  | Mona Lisa, Pt. 2                   | 0:38  |
| 9.  | Children's Story                   | 3:53  |
| 10. | I Own America                      | 3:06  |
| 11. | I Shouldn't Have Done It           | 2:58  |
| 12. | Venus                              | 2:34  |
| 13. | He Kills                           | 2:30  |
| 14. | A Letter 2                         | 2:39  |
| 15. | Star Trek                          | 2:52  |